# ويليس بلازا
ويليس بلازا (بالإنجليزية: Willis Plaza)‏ (3 أغسطس 1987 بترينيداد وتوباغو - ) هو لاعب كرة قدم فيتنامي في مركز الهجوم. شارك مع منتخب ترينيداد وتوباغو لكرة القدم. أما مع النوادي، فقد لعب مع سان جوان جابلوتي ونادي سونغ لام نغي أن ونادي نافيبانك سايغون ونادي أليانزا ‏ ونادي سي إس فيزيه وCentral F.C. ‏.

## وصلات خارجية
- ويليس بلازا على موقع قاعدة بيانات كرة القدم.إي يو (الإنجليزية)
- ويليس بلازا على موقع ناشيونال فوتبول تيمز (الإنجليزية)
- ويليس بلازا على موقع Soccerway.com (الإنجليزية)
- ويليس بلازا على موقع عالم كرة القدم.نت (الإنجليزية)
- ويليس بلازا على موقع GSA (الإنجليزية)